# Het Breedbrug
De Het Breedbrug (brug 957) is een bouwkundig kunstwerk in Amsterdam-Noord.
Deze vaste brug is gelegen in de Waddenweg en verzorgt voor voetgangers en fietsers de verbinding tussen de wijken Plan van Gool (ten oost) en Loenermark (ten westen). Tussen die wijken loopt de Waddenweg en deze zorgt tevens voor de scheiding tussen twee architectuurstijlen. In Plan van Gool vindt men laagbouwflats (plint met 4 woonlagen) ontworpen door Frans van Gool, Loenermark werd origineel volgebouwd met hoogbouwflats (plint en 13 etages) van Leo de Jonge.
Het ontwerp van de brug is afkomstig van Dirk Sterenberg werkend voor de Dienst der Publieke Werken. Hij verwerkte de gemeentekleuren blauw en wit in zijn ontwerp. Sterenberg ontwierp voor de balustrades staalplaten, die in een hoek van 45 graden staan ten opzichte van de dragende en bovenliggende leuningen. In de loop der jaren is de westelijke balustrade vervangen door kunststof geluidsschermen. Voor deze brug ontwierp Sterenberg bovendien trappen die leiden naar de bushaltes van bus 38 die op de Waddenweg is gesitueerd.
Sterenberg kon in deze omgeving zijn pakket aan voor Amsterdam ontworpen bruggen (in 2008 170 stuks) flink uitbreiden. Er werd door Van Hattum en Blankevoort gelijktijdig gewerkt aan brug 939, brug 943, brug 944, brug 953, brug 954, Het Breedbrug (brug 957), brug 959, brug 960 en brug 961. De genoemde bruggen zijn alle in 2020 nog in functie, behalve brug 959 dat verreweg de grootste van het stel was, maar in 2020/2021 werd gesloopt.
De brug ging vanaf de oplevering naamloos door het leven. Ze kreeg in 2018 de naam van de onderliggende straat Het Breed, dat geen bijzondere betekenis heeft. Straten in het Plan van Gool kregen namen als Het Breed, Het Hoogt, Het Laagt, Bovenover etc.  

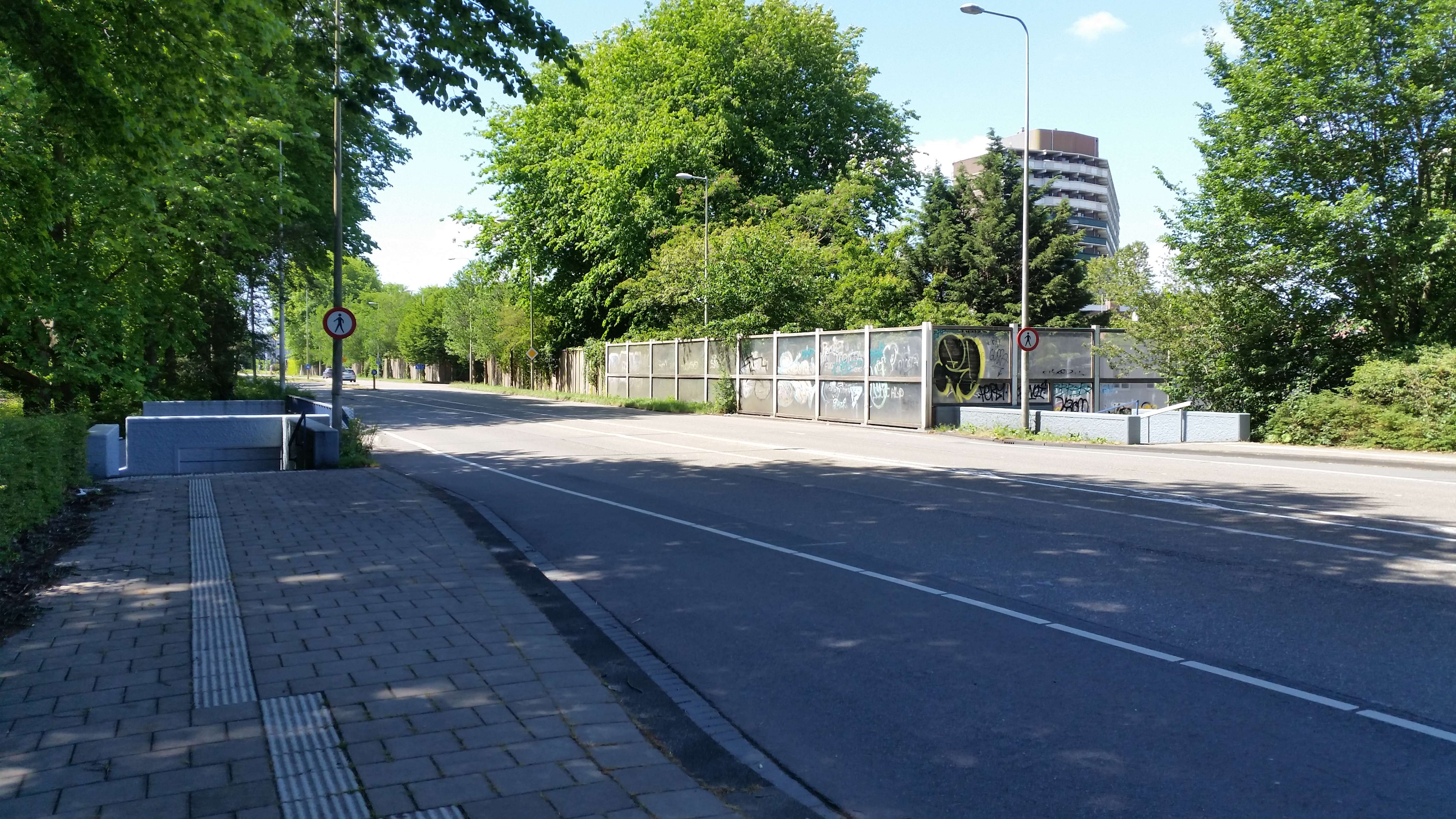
Overzicht over Het Breedbrug (mei 2020)

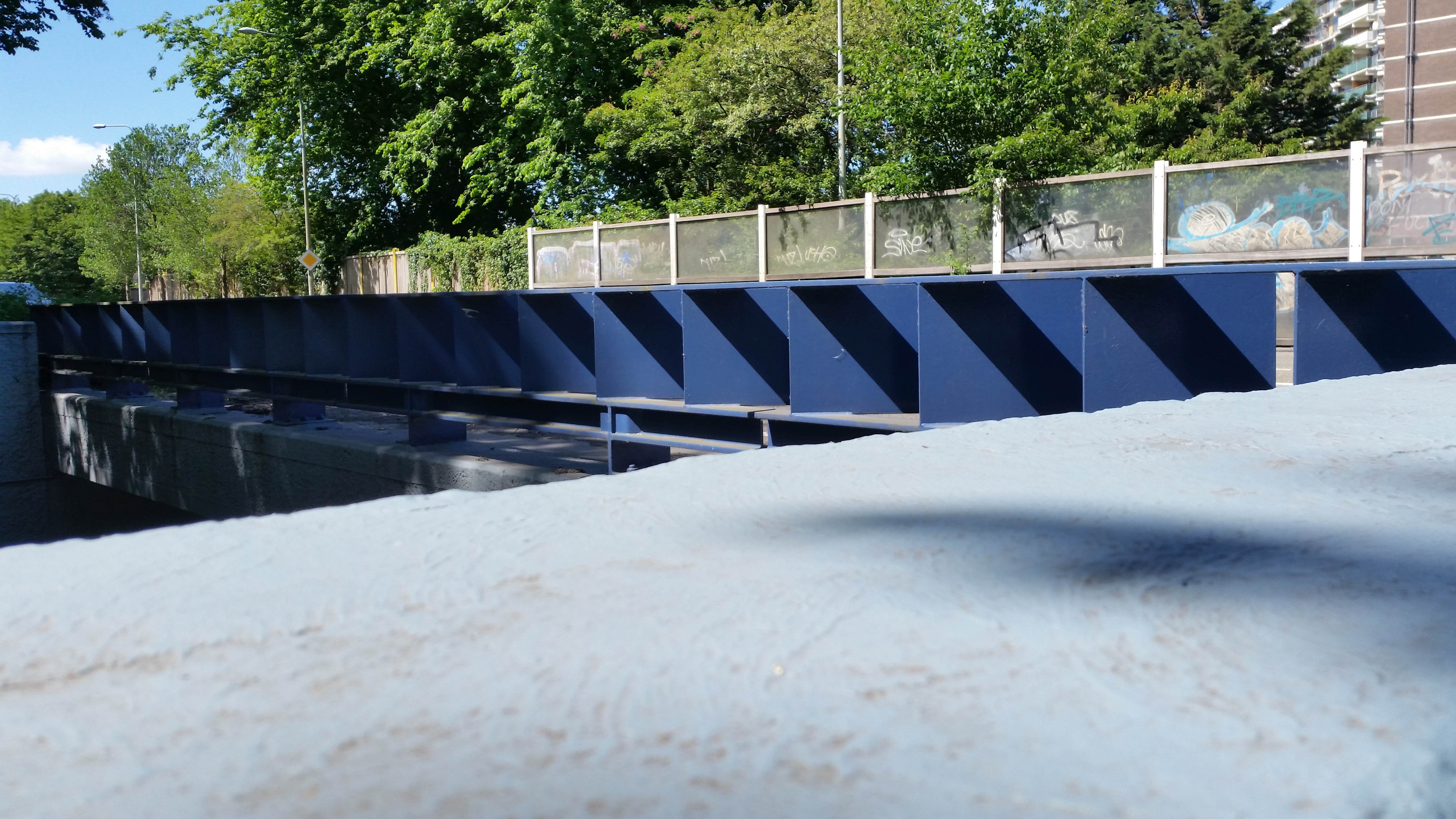
Leuning/balustrade van brug 957 (mei 2020)

<<< · 900 · 901 · 904 · 905 · 906 · 907 · 908 · 909 · 912 · 913 · 914 · 915 · 916 · 917 · 918 · 919 · 920 · 923 · 924 · 930 · 932 · 933 · 934 · 935 · 936 · 937 · 939 · 943 · 944 · 945 · 946 · 947 · 948 · 949 · 950 · 951 · 952 · 953 · 954 · 956 · 957 · 958 · 959 · 960 · 961 · 962 · 963 · 964 · 965 · 966 · 967 · 968 · 970 · 971 · 972 · 973 · 974 · 975 · 978 · 979 ·  980 · 981 · 984 · 985 · 986 · 987 · 988 · 989 · 990 · 991 · 992 · 993 · 994 · 995 · 996 · 997 · 998 · 999 · >>>
Brugnummers  902, 903, 910, 911, 920, 921, 922, 925, 926, 927, 928, 929, 931, 937, 938, 940, 941, 942, 955, 969, 976, 977, 982, 983 zijn niet (meer) vergeven.